# Kirkkosaari (ö i Norra Österbotten, Oulunkaari, lat 65,31, long 27,90)
Kirkkosaari är en ö i Finland. Den ligger i sjön Puhosjärvi och i kommunen Pudasjärvi i den ekonomiska regionen  Oulunkaari  och landskapet Norra Österbotten, i den centrala delen av landet, 600 km norr om huvudstaden Helsingfors. Öns area är 0,8 hektar och dess största längd är 210 meter i öst-västlig riktning.